# Clerodendrum quadriloculare
Clerodendrum quadriloculare (còn được gọi là bân bấn lá đồng (tiếng Anh: bronze-leaved clerodendrum), cây pháo hoa, Ngọc nữ Philippine, trong tiếng Anh; bagawak hoặc bagawak morado trong tiếng Filipino) là một loài thực vật có hoa có nguồn gốc ở New Guinea và Philippines. Nó là một trong nhiều loài trước đây thuộc họ Verbenaceae, nhưng sau đó được chuyển sang họ Lamiaceae dựa trên các nghiên cứu phân tử. Cây ra hoa trông rất đẹp trong vườn, nhưng lại khó diệt trừ.

## Mô tả
Bân bấn lá đồng là một loại cây bụi có kích thước trung bình đến lớn, mọc ở độ cao khoảng 5 m (16 ft). Nhánh và cành đều có bốn mặt. Các lá mọc thành cặp đối xứng nhau và mọc đối xứng trên các cuống lá. Phiến lá hình thuôn dài có chiều dài đến 20 cm (8 in), mặt trên màu xanh lục và mặt dưới màu tía; chúng có đáy tròn, mép lá lượn sóng và đầu lá nhọn. Các cụm hoa có màu sặc sỡ được nở ra ở đầu các chồi lá. Mỗi đóa chứa nhiều hoa với các ống màu hồng mảnh dài khoảng 7 cm (3 in), cuối mỗi hoa là năm thùy hoa màu trắng mảnh, lá bao hoa dài khoảng 1,5 cm (0,6 in). Hoa hình elip, quả nang chứa 4 hạt. Các ống hoa đặc biệt dài và cần có côn trùng thụ phấn.

## Phân bố và môi trường sống
Bân bấn lá đồng có nguồn gốc từ Philippines và Papua New Guinea, và cũng đã được ghi nhận tìm thấy từ Samoa thuộc Mỹ, Liên bang Micronesia, Fiji, Polynesia thuộc Pháp, Guam, quần đảo Marshall, quần đảo Bắc Mariana, Palau và Samoa, cũng như Puerto Rico, Singapore và Hawaii. Ngoài công viên và vườn, nó cũng được tìm thấy ở ven đường và trên các khu đất bị xáo trộn, đồng cỏ, ven rừng và các khu rừng nguyên sinh, ở đó nó có thể thay thế các loài bản địa.

## Sự xâm lấn
Bân bấn lá đồng được trồng như một loại cây bụi trang trí vườn nhưng nó đã tự nhiên hóa ở nhiều nơi, trong đó một số nơi nó được xem như một loài xâm lấn. Đây là một loài cây bụi phát triển nhanh và mạnh mẽ, có các chồi của nó có thể phát triển thành bụi rậm. Ngoài ra, cành giâm và các đoạn rễ tách rời cũng có thể phát triển thành cây mới, hạt giống dễ nảy mầm của cây sẽ được động vật và các loài chim lây lan qua đường phân của chúng. Loại cây bụi này có thể phát triển dưới ánh nắng mạnh, bóng râm một phần và bóng râm mát, và ở một số nơi chúng phát triển thành một lớp phủ mặt đất dày đặc, chuyên biệt dưới tán rừng.

## Sử dụng
Chiết xuất từ lá cây của loài thực vật này đã được sử dụng trong y học cổ truyền để chữa chứng khó tiêu và làm giảm đau bụng. Trong một nghiên cứu, chất chiết xuất được phát hiện là không độc và có khả năng gây giãn các tế bào cơ trơn, với các tác dụng tương đương với tác dụng của việc sử dụng atropine, một phương pháp điều trị tiêu chuẩn.

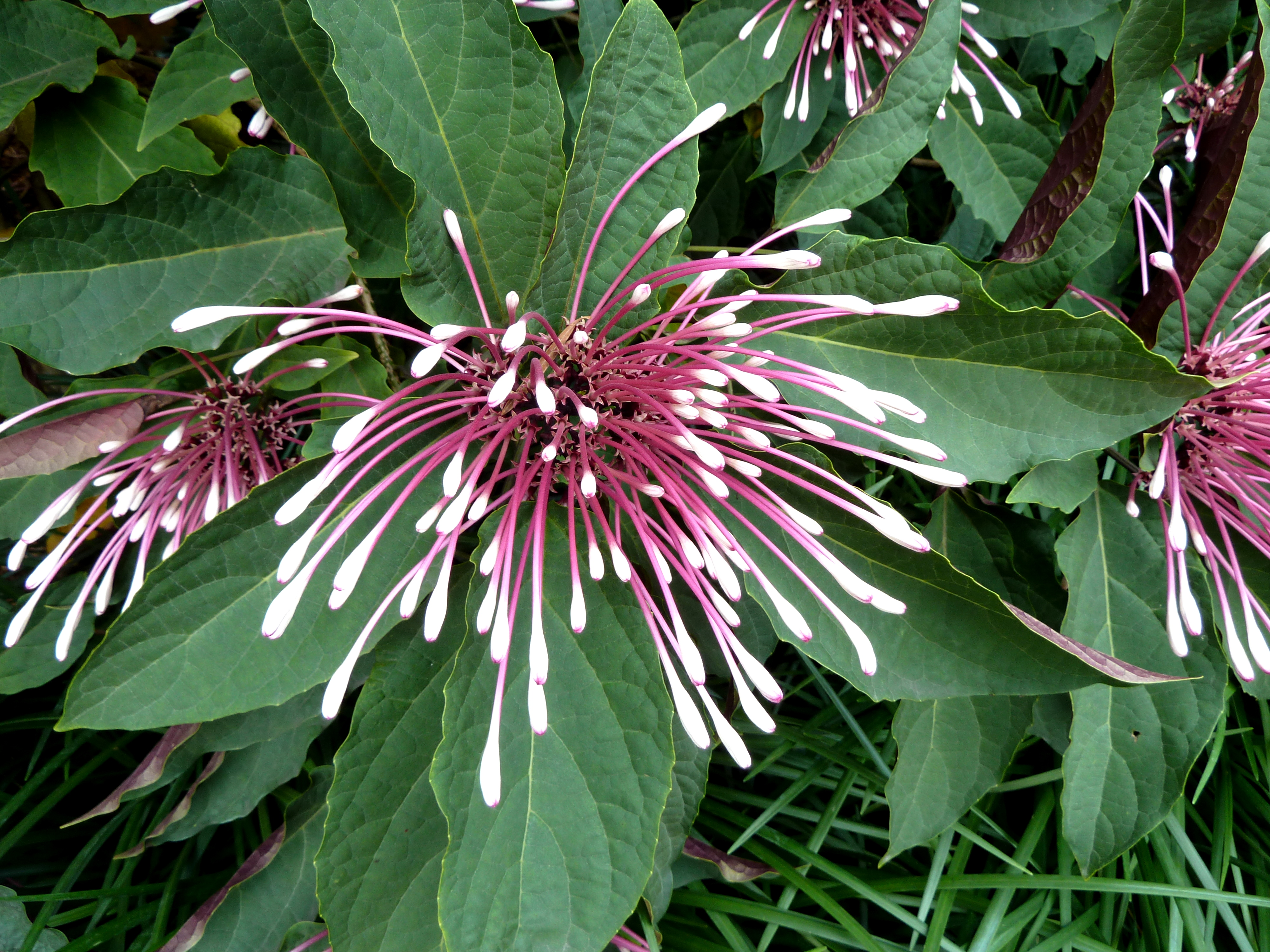
Hoa đang nở rộ tại Vườn bách thảo nhiệt đới Fairchild.
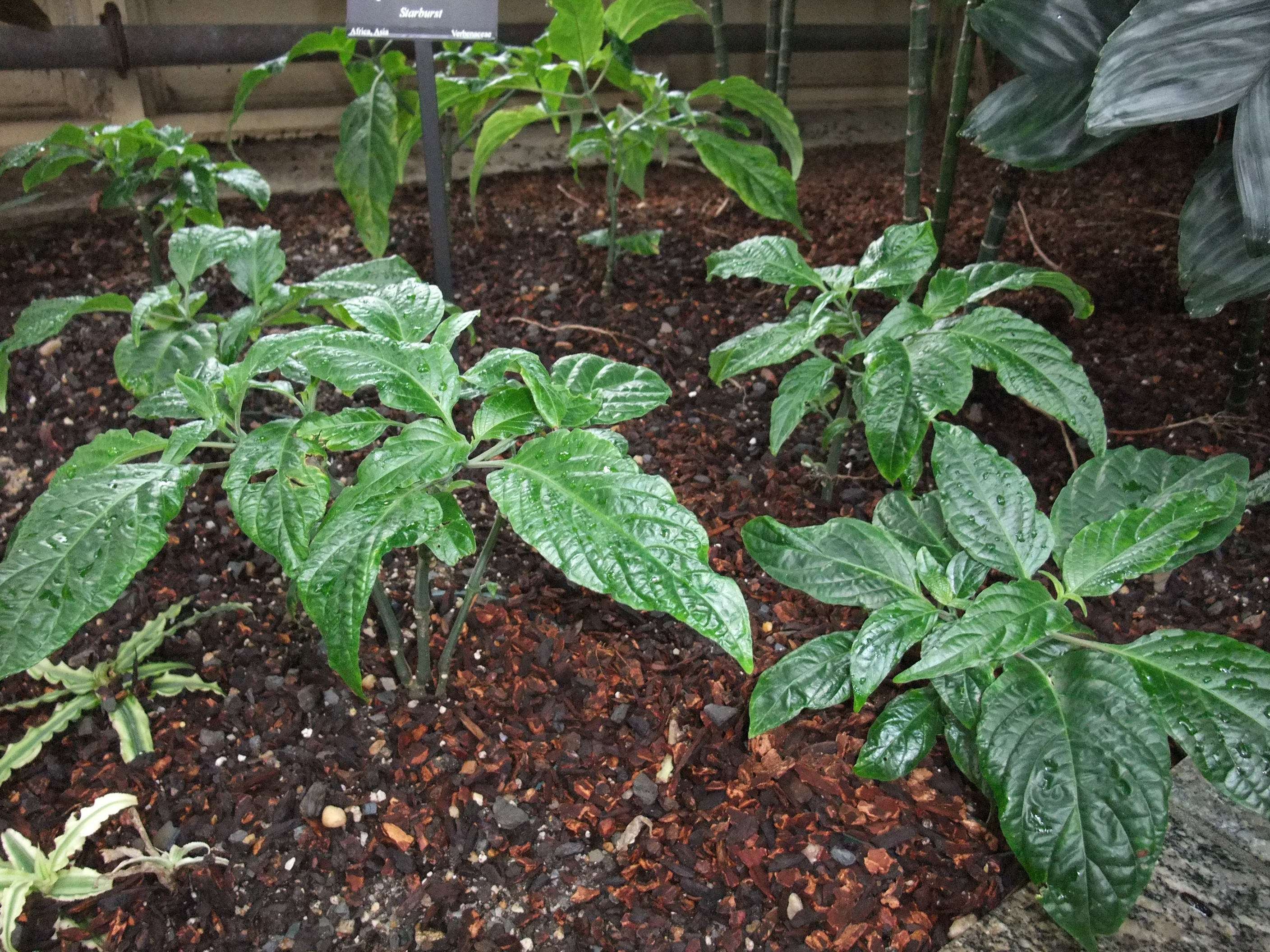
Cây con
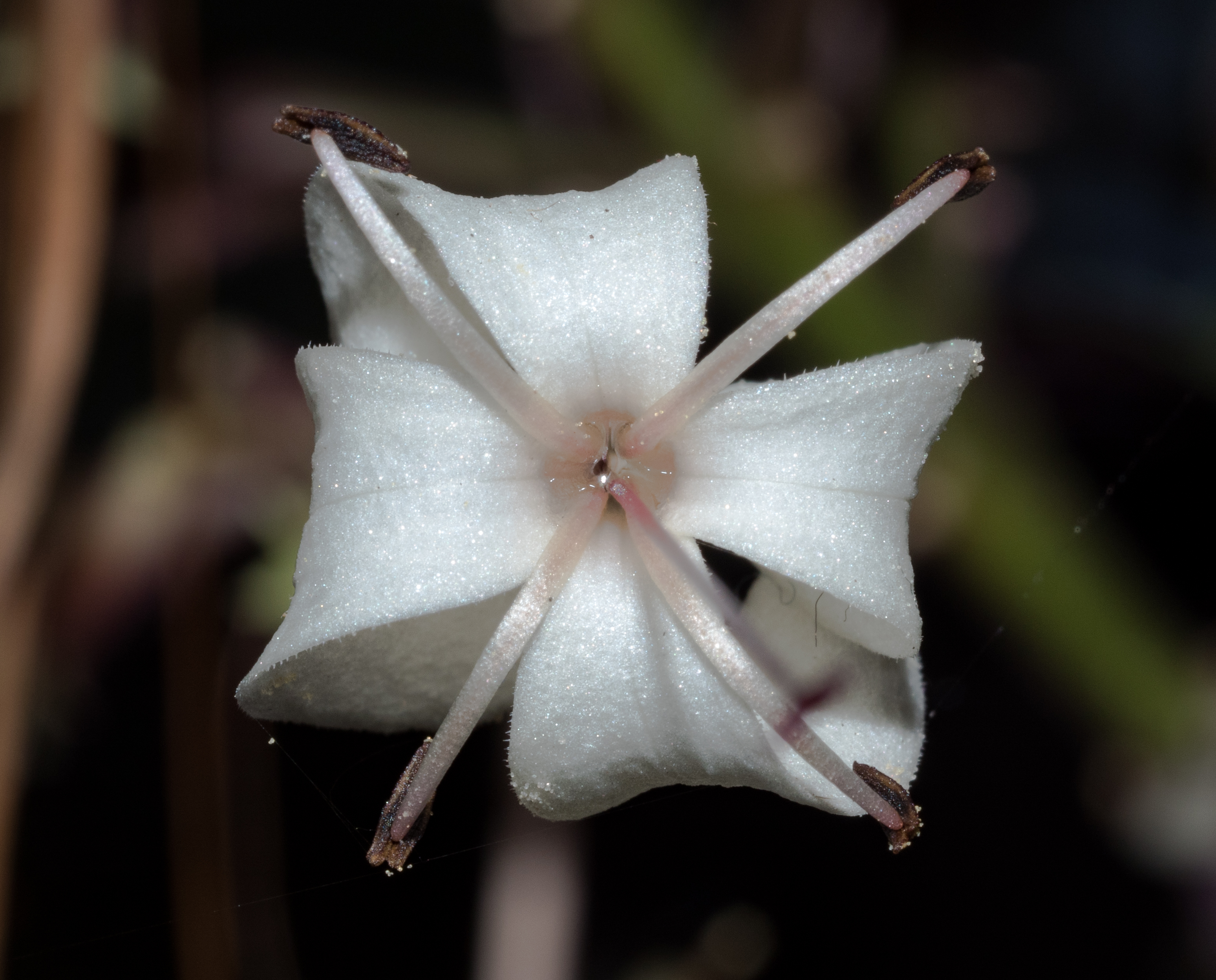
Một bông hoa C. quadriculare